# Auriac-l'Église
Auriac-l'Église é uma comuna francesa na região administrativa de Auvérnia-Ródano-Alpes, no departamento de Cantal. Estende-se por uma área de 19,08 km². Em 2010 a comuna tinha 148 habitantes (densidade: 7,8 hab./km²).